# Arduino
Arduino je ime za otvorenu računalnu i softversku platformu koja omogućava dizajnerima i konstruktorima stvaranje uređaja i naprava koje omogućuju spajanje računala s fizičkim svijetom tj. stvaranje interneta stvari. Arduino je stvorila talijanska tvrtka SmartProjects 2005. rabeći 8-bitne mikrokontrolere Atmel AVR, da bi stvorili jednostavnu, malu i jeftinu platformu s kojom bi mogli lakše povezivati računala s fizičkim svijetom. Dizajneri su izabrali ime Arduino po imenu kafića u kojem su se sastajali kada su stvarali projekt.

## Sklopovlje
- Arduino ploče
- Arduino Diecimila
- Arduino Duemilanove (rev 2009b)
- Arduino UNO
- Arduino Leonardo
- Arduino Mega
- Arduino MEGA 2560 R3 (ispred)
- Arduino MEGA 2560 R3 (straga)
- Arduino Nano
- Arduino Due (ARM-mikroprocesor)
- LilyPad Arduino (rev 2007)

### Ploče za proširenja (štitovi)
- Primjeri ploča za proširenje za Arduino (štit)
- Mnogostruke ploče moguće je dodati jedan na drugi. U ovom primjeru ploča na vrhu stoga je bezlemna prototipna ploča.
- Screw-terminal breakout shield in a wing-type format
- Adafruit štit za motore s terminalima za spajanje motora
- Adafruit štit za spremanje podataka na (SD) kartici sa satom u stvarnom vremenu

## Programiranje
Ne postoji programski jezik koji je određen za Arduino, jer je krajnji izvršni program u binarnom strojnom jeziku i sav rad pretvaranja iz programskog jezika u binarni kod vrši program prevoditelj (compiler).
U praksi mnogi programeri rabe integrirano programsko okruženje IDE, razvijeno za Arduino, koje je dostupno za mnoge operacijske sustave. Ovaj IDE razvijen je u programskom jeziku Java, i izveden je iz jednog prijašnjeg projekta za obradu programskih jezika te obradu užičenih platformi. Ovaj IDE ima osnovne odlike obradnika znakova, s naglašavanjem sintakse nekog programskoj jezika, usklađivanjem lijevih i desnih margina, preslikavanje i ljepljenje znakova, pretraga, zamjena i sl. Ovaj IDE također posjeduje posebne prozorčiće koji prikaziju razne statuse, i naredbene tipke za mnoge zajedničke funkcije, te niz izbornika.
Postoje i drugi IDE-ovi koji se mogu rabiti za razvijanje programa za Arduino i jedan od njih je i AVR Studio i Amtel Studio koji se može dobiti od proizvođača mikroprocesora koji se rabe u Arduinu.
Mnogi Aruduino programi napisani su inačicama programskog jezika C ili C++ koje rabe biblioteku rutina koje su razvili mnogi korisnici i koje je podržano od strane Arudino IDE-a.

## Primjeri

### Minimalni Arduino program
Minimalni program za Arduino ima sljedeću strukturu:
- setup() - izvodi se na početku kada se Arduino upali ili kada se resetira

- loop()  - beskonačna petlja koja je u stvari glavni program Arduina

### Primjer svjetleće diode
Mnoge Arduino ploče imaju iglicu broj 13 koja je priključena na svjetleću diodu (LED diodu), i najjednostavniji primjer jest upravljanje svjetlećom diodom.
```
#define LED_IGLA 13                 // Broj iglice koja je priključena LEDu.

void setup() {                      // Izvedi kada se upali Arduino ili resetira
    pinMode(LED_IGLA, OUTPUT);      // Preobrazi iglu 13 u digitalni izlaz.
}

void loop() {                       // Beskonačna petlja
    digitalWrite(LED_IGLA, HIGH);   // Upali LED
    delay(1000);                    // Čekaj 1 sekundu (1000 millisekundi).
    digitalWrite(LED_IGLA, LOW);    // Isključi LED.
    delay(1000);                    // Čekaj 1 sekundu.
}

```

## Vanjske poveznice
- Službene internetske stranice za Aurduino